# هيلين رويز فابري
هيلين رويز فابري محامية فرنسية وأستاذة في القانون و قد كانت مديرة معهد ماكس بلانك في لوكسمبورغ للقانون الإجرائي حتى تم إغلاقها

## تعليم
حصل رويز فابري على درجات علمية متقدمة في القانون العام (1984) والعلوم السياسية 1985 بالإضافة إلى درجة الدكتوراه في القانون 1989 كل منهما من جامعة بوردو في عام 1989 حصلت على اعتمادها للإشراف على الأبحاث، وبعد اجتيازها للمسابقات حصلت على جائزة في عام 1990